# Rondonanthus roraimae
Rondonanthus roraimae là một loài thực vật có hoa trong họ Eriocaulaceae. Loài này được (Oliv.) Herzog miêu tả khoa học đầu tiên năm 1931.